# Пискунов, Юрий Петрович
Ю́рий Петро́вич Пискуно́в (род. 1960) — советский легкоатлет, специалист по бегу на короткие дистанции. Выступал на всесоюзном уровне в 1980-х годах, обладатель серебряной медали Спартакиады народов СССР, чемпион СССР в эстафете 4 × 100 метров, победитель и призёр первенств всесоюзного значения. Представлял Москву, спортивные общества «Спартак» и «Динамо».

## Биография
Юрий Пискунов родился в 1960 году. Занимался лёгкой атлетикой в Москве, выступал за добровольные спортивные общества «Спартак» и позднее «Динамо».
Первого серьёзного успеха на всесоюзном уровне добился в сезоне 1982 года, когда на чемпионате СССР в Киеве в московской командой одержал победу в зачёте эстафеты 4 × 100 метров.
В мае 1983 года в беге на 100 метров выиграл серебряную медаль на соревнованиях в Москве, установив при этом свой личный рекорд — 10,46. В июне принимал участие в чемпионате страны в рамках VIII летней Спартакиады народов СССР в Москве — стартовал на предварительном квалификационном этапе эстафеты 4 × 100 метров, в итоге москвичи стали серебряными призёрами. В августе отметился победой в 100-метровой дисциплине на всесоюзном старте в Риге.
В 1984 году на чемпионате СССР в Донецке с московской командой вновь завоевал серебряную награду в программе эстафеты 4 × 100 метров.